# Sonni Nattestad
Sonni Ragnar Nattestad, né le 5 août 1994 à Miðvágur aux îles Féroé, est un footballeur international féroïen, qui joue au poste de défenseur au B36 Tórshavn.

## Biographie

### Carrière en club
Sonni Nattestad joue au MB Miðvágur puis 07 Vestur, dans le championnat féroïen de 2010 à 2012.
En janvier 2013, il rejoint le FC Midtjylland en Superligaen. Les six premiers mois, il joue avec la réserve. Lors de la saison 2013-14, il intègre l'équipe première mais il joue seulement cinq rencontres. La saison suivante, il est prêté à l'AC Horsens puis à Vejle BK en deuxième division.
À la fin de la saison 2014-2015, il est libéré par son club. Il est libre de tout contrat. En janvier 2016, il s'engage avec le champion d'Islande sortant, le FH Hafnarfjörður. Le 28 juillet, il est prêté jusqu'à la fin de la saison au Fylkir Reykjavik.

### Carrière internationale
Sonni Nattestad compte 33 sélections et 3 buts avec l'équipe des îles Féroé depuis 2013,.
Il est convoqué pour la première fois en équipe des îles Féroé par le sélectionneur national Lars Olsen, pour un match amical contre Malte le 19 novembre 2013. Il entre à la 46e minute de la rencontre, à la place de Christian Mouritsen. Le match se solde par une défaite 3-2 des Féroïens. 
Le 7 octobre 2016, il inscrit son premier but en sélection contre la Lettonie, lors d'un match des éliminatoires de la Coupe du monde 2018. Le match se solde par une victoire 2-0 des Féroïens.

## Palmarès
- Avec le 07 Vestur
  - Champion des îles Féroé de D2 en 2012